# 内海好江

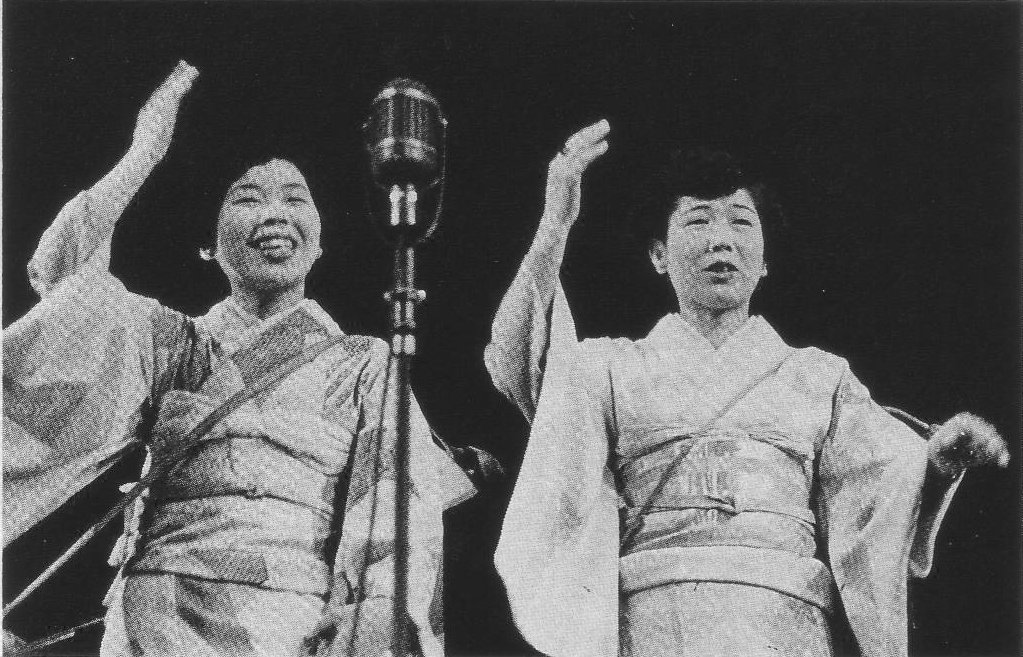
桂子・好江（1955年。左が内海好江）

内海 好江（うつみ よしえ 、本名・奥田 好江、1936年〈昭和11年〉2月23日 - 1997年〈平成9年〉10月6日）は、日本の漫才師。東京市浅草区（現・東京都台東区）出身。マセキ芸能社に所属し、内海桂子・好江の名で内海桂子と女性漫才コンビとして活動していた。

## 来歴・人物
両親は夫婦漫才師の荒川小芳・林家染寿。1945年にデビュー。女剣劇や父娘漫才を経て、1950年の14歳の時に内海桂子と女性漫才コンビ「内海桂子・好江」を結成。
三味線教室へ通い毎日10時間以上の猛練習を行い、猛スピードで成長。1958年、4度目の挑戦で『NHK新人漫才コンクール』で優勝。その前年は、準優勝だったことを桂子から「好江のせいだ」と当たられ自殺未遂を起こしたことがある。1961年には『文部省芸術祭奨励賞』を受賞し、1982年には『芸術選奨文部大臣賞』を受賞した。1983年にはキャディーズとして桂子と『キャディーさんのひとりごと〜練習してからまたおいで〜』（1983年、ポリドール）という曲も出している。
長くコンビを組むうちに桂子との間に軋轢が生まれ、デビュー以来ギャラ配分が4：6だったことがきっかけで解散騒ぎに発展。事務所などが間に入り解散は免れたものの、このことがきっかけで1人で仕事をしたいと思い至り、単独での番組出演をするようになる。その後、長期間にわたってコンビ仲が悪く舞台以外は口も聞かない状態が続いたが、桂子が新聞社から依頼の原稿で「好江の成長を応援しよう」と思うようになり好江を認めた。また、好江も桂子に対して「意地を張ったり反発したことはあったが、素直に心からの礼を言ったことがあっただろうか」と考え、芸術選奨文部大臣賞の受賞パーティーで桂子に対して初めて心からの礼を述べた。以降、漫才の仕事や付き合い、ギャラ配分などが全て好江に任せられるようになり、桂子は漫才協団理事長就任で表に出ないようになった。
横浜放送映画専門学院（現・日本映画大学）で講師、『お笑いスター誕生!!』（日本テレビ系）では審査員を務めたのが縁で、同校出身で同番組にも出演したウッチャンナンチャンを自身が所属していたマセキ芸能社へ招いて芸能界入りのきっかけを作ったため、ウッチャンナンチャンは師匠と仰いでいる。
また、1990年代は『午後は○○おもいッきりテレビ』（日本テレビ系）へ準レギュラーとして出演し、「ちょっと聞いてよ!おもいッきり生電話」のコーナーで江戸っ子ならではの歯に衣着せぬコメントをしていたことでも知られる。その後も桂子とコンビで活動していたが、1997年10月6日、胃癌のため死去。61歳没。戒名は「賢達院藝秀日好大姉」。桂子が見舞いに来た際に、「あと2年で結成50年なんだからしっかりしなさいよ」と声を掛けたのが最後の会話となった。棺の好江に向けて「漫才やるよ」と声を掛け、漫才「名鳥銘木」を披露した。墓所は東京都世田谷区幸龍寺。

## エピソード
- 桂子からは、三味線や踊り、着物の着付けなど、あらゆる事を教わったと本人は語っている。物心が付いた頃から芸能界で活動し苦労したため、礼儀や挨拶などには非常に厳しかったといわれている。
- 江戸っ子の血を引いていたため、非情とも取られかねないほどの毒舌家で、バラエティ番組では共演者に対して容赦ない辛口コメントを度々飛ばした。
- 私生活では造園業を営む男性と結婚していたが1995年に死別。子供はなかった。
- 桂子から躾けられた為に桂子が好江の師匠と紹介される時があるが、師弟関係はなく、あくまで相方である。漫才において、好江は特定の師匠を持たなかった[7]。

## 主な出演

### テレビ
- お笑いスター誕生!!（日本テレビ系）
- ライオンのいただきます（フジテレビ）
- 午後は○○おもいッきりテレビ（日本テレビ系）
- 三枝の愛ラブ!爆笑クリニック（関西テレビ）
- どうーなってるの?!（フジテレビ）
- 快傑熟女!心配ご無用（TBS）
- ばらえてい テレビファソラシド（NHK）
- 連想ゲーム（NHK）
- クイズところ変れば!?（テレビ東京）
- ウッチャンナンチャンのやるならやらねば!（フジテレビ）
- ゲッパチ!UNアワー ありがとやんした!?（フジテレビ）
- ダウンタウンDX（読売テレビ）

### テレビドラマ
- 天下御免（1971年、NHK） - 平賀はつ
- 非情のライセンス 第2シリーズ 第10話「兇悪の星」（NET、1974年） - 太ったおばさん
- 月曜ドラマランド / アイドルを探せ（1985年、フジテレビ）
- 八神くんの家庭の事情（1994年、朝日放送）
- 月曜ドラマスペシャル / ど素人刑事殺人事件簿 慕情編～刑事になった警視庁内勤職員（1996年、TBS）

### ラジオ
- 歌謡大行進（1972年4月 - 9月、文化放送）火曜パーソナリティー
- 好江・寺ちゃん お祭りガバチョ（1995年4月 - 1996年3月29日、文化放送）
- 志の輔のミュージック気分しだい「志の輔・好江のツッコミトーク」（文化放送・NRN）- 志の輔ラジオ 気分がいい!のコーナー番組

### 映画
- 春男の翔んだ空（1977年、現代ぷろだくしょん）
- の・ようなもの（1981年、日本ヘラルド映画）
- せんせい（1989年、トム・ソーヤ企画）

## 著書
- 「志の輔・好江のつっこみ料理」（立川志の輔との共著、1994年6月、情報センター出版局）ISBN 978-4795816428
- 「ものは言いよう嫁姑」（1996年、光文社、ISBN 978-4334971168）
- 「幸福づきあい いい話―ご縁をつなぐ気遣い・心遣い」（1996年、PHP研究所、ISBN 978-4569551227）
- 「気遣い 心遣い」（1996年、PHP研究所、ISBN 978-4569569475）

## 弟子
- ウッチャンナンチャン
- 笑組